# Larisa Kurkina
Larisa Kurkina (n. 18 decembrie 1973, Breansk, RSFS Rusă, URSS) este o schioară de fond rusă, medaliată olimpică. A participat la o ediție a Jocurilor Olimpice (2006) în care a câștigat o medalie de aur.